# Marinus (évêque d'Arles)
Pour les articles homonymes, voir Marinus.
Marinus est un évêque d’Arles (av.313-ap.314).

## Biographie
Évêque d'Arles, il est choisi par l'empereur Constantin pour être l’un des juges du débat entre l’évêque de Carthage, Cécilien, et les Donatistes. Il fait ainsi partie des trois évêques gaulois avec Reticius (ou Rheticius ou Rhétice) d'Autun et Maternus de Cologne qui assistent au concile de Rome le 2 octobre 313. L'année suivante, il prend part, le 1er août 314, au grand concile d’Arles convoqué et probablement dirigé par l'empereur ; à ce concile, il est accompagné des clercs arlésiens, le prêtre Salamas et des diacres Nicasius, Afer, Ursinus et Petrus.
La date de son décès ne nous est pas connue, mais il semble que les affirmations de Saxi et Bonnemant qui le font participer au concile de Nicée de 325 soient fausses car seul l'évêque Nicaise, l'évêque de Die, y assistait comme représentant de l'épiscopat des Gaules.

### Sources
- Louis Duchesne, Fastes épiscopaux de l’ancienne Gaule (lire en ligne)
- Michel Baudat et Claire-Lise Creissen, Les saints d'Arles : images de la sainteté en Provence, Châtillon-sur-Indre, Rencontre avec le Patrimoine religieux, 2013, 253 p. (ISBN 978-2-911948-38-1)